# بخش کامروپ شرقی
بخش کامروپ شرقی (به انگلیسی: East Kamrup district) یک منطقهٔ مسکونی در هند است که در آسام واقع شده‌است.